# تيم سمارت
تيم سمارت (10 يوليو 1972 - ) هو لاعب كريكت صيني. شارك مع منتخب هونغ كونغ للكريكت.

## وصلات خارجية
- تيم سمارت على موقع إي آس بي آن كريك إنفو (الإنجليزية)